# Шрёдер, Майкл
Майкл Шрёдер (англ. Michael Schroeder; род. 1945, Ричленд, Вашингтон, США) — американский учёный в области компьютерных наук. Его научные интересы охватывают исследования компьютерной безопасность, распределенные системы и операционные системы. Наиболее известен, как соавтор протокола Нидхэма-Шредера. В 2001 году он стал одним из основателей лаборатории Microsoft Research Silicon Valley и был помощником управляющего директора, пока лаборатория не была расформирована в 2014 году.

## Биография
Родился в 1945 году в Ричленде. Окончил и защитил кандидатскую диссертацию в Университете штата Вашингтон. Степень доктора защитил в Массачусетском технологическом институте в 1972 году